# Cropia infusa
Cropia infusa là một loài bướm đêm trong họ Noctuidae.